# Kisnána
Kisnána község Heves vármegye Gyöngyösi járásában.

## Fekvése

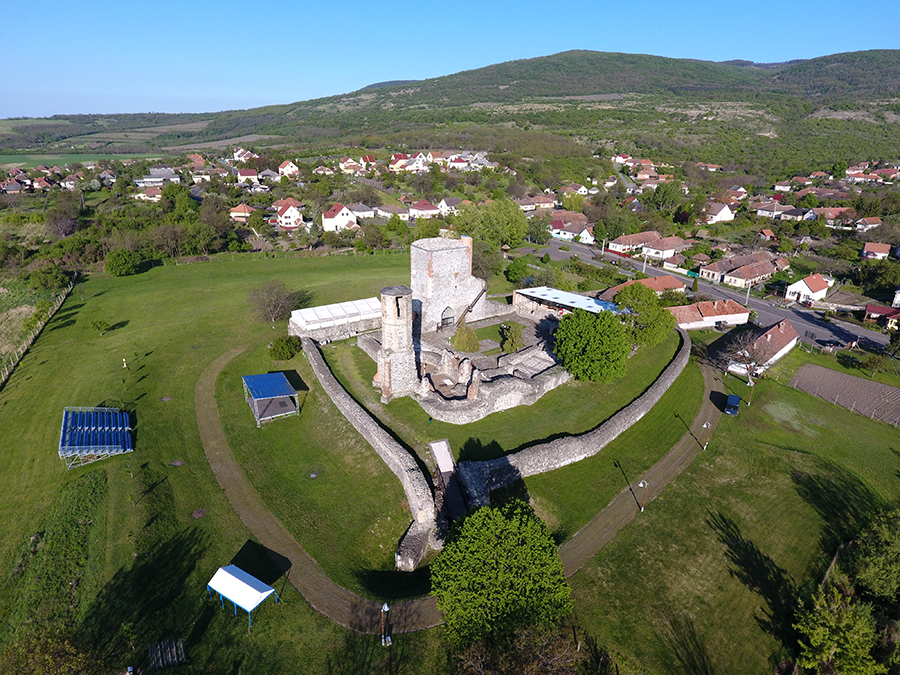
Kompolti vár légi fotón (Kisnána)

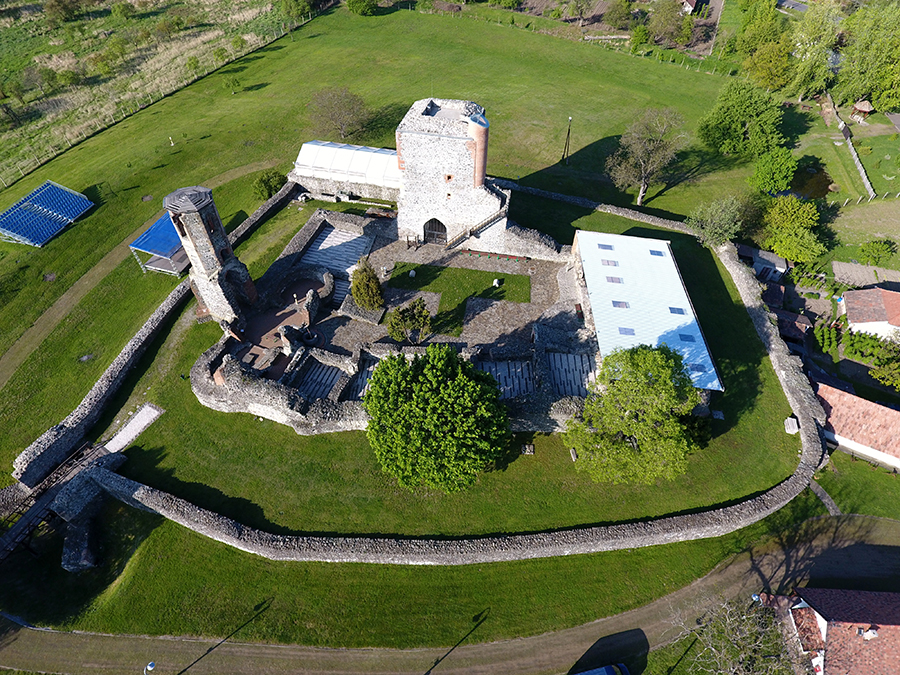
Kompolti vár légi felvételen (Kisnána)

A Mátraalján található a 2416-os és a 24 131-es utak találkozásánál. Gyöngyöstől kb. 25 kilométerre, Egertől megközelítőleg ugyanekkora távolságra fekszik. Közeli települések: Domoszló, Vécs, Verpelét.

## Története
A fellelhető iratok alapján megállapítható, hogy Kisnána már a 11. században is lakott volt, sőt egyesek szerint már a honfoglalás előtt is éltek itt embercsoportok. Az, hogy az Aba nemzetséghez tartozó Kompolti család birtokába mikor került ez a terület, pontosan nem bizonyítható. Első említése 1325-ből való, mikor Kompolti Péter megosztja birtokát fiai között.
1337-ben plébániája volt, fizette a pápai tizedet. A vár építésének idejére csak a feltárásokból és a történelmi eseményekből következtethetünk. Az 1445. évi országgyűlés már említi Kompolti Jánosnak újonnan épült nánai várát, s annak fenntartását javasolja, annak ellenére, hogy ugyanebben az időben, több magánvár lerombolását határozta meg. Az 1428-ban elhalt Kompolti László a vártemplom szentélyében, egy 2 méter mély sírüregben volt eltemetve. Az 1510-ben kötött örökösödési szerződés alapján a Kompolti család fiúági kihalása után a vár az Országh család birtokába jutott. Az ezekben az években zajló török csatározások Kisnánát sem kerülték el. 1543-ban a vár Losonczy István kezén volt, de az írásos emlékek szerint ebben az időben a vitézségéről nem éppen híres Móré László védte. A hírhedt rokon innen indult fegyvereseivel rabló portyákra a környék falvai ellen, míg 1543-ban a törökök kifüstölték fészkéből, lerombolva a vár jelentős részét is.
Az 1550. évi török defter szerint már ismét benépesedett a falu, azonban 1552-ben körülbelül másfél évszázadra pusztává vált. Ezt alátámasztja, hogy az 1715. évi országos összeírás sem említi a települést. 1560-ban az 1510. évi szerződésre hivatkozva új adományként kapta gúthy Országh Kristóf I. Ferdinánd királytól – más adományok mellett – Nána pusztát is. 1569-ben I. Miksa király az örökös nélkül 1567. október 19-én elhunyt gúthy Országh Kristóf országbírónak jószágait (köztük Nánát is) az elhunyt nővérének, gúthy Országh Borbálának, és férjének enyingi Török Ferencnek adományozta. Leányukat Török Zsuzsannát Nyáry Pál vette nőül, majd szüleinek 1571-ben bekövetkezett halálát követően az ő tulajdonukban került Nána. Később leányuk, Nyáry Borbála és férje, Haller György tulajdonába került a terület. Ezt követően fiuk Haller Sámuel, valamint Nyáry Miklós 4 gyermekének 4 ágának, 4 lineájának kezébe került a falu.
A négy lineát a 17. század végén a Petrovay, a Huszár, a Szúnyogh és a Bossányi családok képviselték. Nyáry Miklós 1654-ben birtokai egy részét elzálogosította Vámossy István Heves vármegyei alispánnak, Nána puszta is az ő birtokába jutott. 1690-ben Vay Ádám – II. Rákóczi Ferenc udvari főkapitánya – vette át Vámossyéktól a zálogjogot, s ő volt a puszta használója a Rákóczi-szabadságharc alatt is. 1696-ban I. Lipót császár Enczinger Jánosnak adományozta az Eger körül fekvő 10 falut, illetve pusztát, köztük Nánavárt is, melynek birtokjoga fegyverjog értelmében szállott a koronára. Meg kell jegyezni, hogy a falu addigi birtokosai, vagy annak leszármazottai a későbbi évtizedekben mind felléptek ezzel az adományozással szemben. Elsőként II. Haller Sámuel mondott ellent, de 3 év múlva 1699-ben megfelelő fizetség ellenében kiegyezett Enczingerrel.
1710-ben Petrovay Zsuzsanna férje, Orczy István országbíró lépett birtokba, de földbirtokos továbbra is Enczinger maradt. 1714-ben birtokba lépett a másik Nyáry örökös, Tarródy István alispán, s most már Orczyval együtt zaklatták a német úr jobbágyait. 1720-ban Haller és Bossányi is igazolta Nánára vonatkozó birtokjogait, megfizették a fegyverjogváltságot. Enczinger halála után Bécsben élő örökösei belátták, hogy ezt a távoli birtokot nem képesek megtartani Tarródyék zaklatásával szemben, ezért elhatározták, hogy túladnak rajta. 1721-ben 8300 forintért eladták Nánát és a többi kilenc falut Eger városának. Ez az adásvétel a magyar közjog szerint törvénytelen volt, mivel jobbágyfalu csak földesúri jogokkal is rendelkező szabad királyi városok tulajdonában lehetett. Eger magánföldesúri joghatóság alatt lévő püspöki város volt, tehát jogilag támadható volt az, hogy földesúri jogokat szerzett. A város az adásvétel létrejötte után azonnal élni is kezdett földesúri jogaival, összeírták az adósokat, utasítást küldtek a tulajdonukba került falvak bírájának a szolgálmányokkal kapcsolatban. A többi földesúr azonnal megtámadta az adásvételt, s így a város arra kényszerült, hogy 1722-ben továbbadja jobbágyfalvait a Tarródyaknak. A Nyáry örökösök között tisztázatlan volt a birtokarány, erőszakos eszközökkel vették el egymástól az adózó, robotoló jobbágyokat.
„Nánán lakozó 12 lakosok egy alkalommal 1737-ben, magok jóakarattyokból, jobbágyi kötelességre, báró Bossányi Gáspár uramhoz menvén, magokat megjelentették s őnagyságával meg is alkudtanak és szolgáltak is neki. Tarródy uram ezt megtudván, azonnal hármat közülük vármegye katonáival megfogatván, Eger város tömlöczeiben, 14 napig kötözve tartotta s azután kettőnek 30 pálczát adatott és így hatalmasan kirekesztette Bossányi Gáspár uramot.”
1749-ben Bossányi özvegyének második férje, Szabó György kapitány veréssel kényszerítette a jobbágyokat a saját szolgálatára.
„Itt Nánán Szabó György uram Gyetvay Márton nevű jobbágynak keményen megparancsolta, hogy más urat ne szolgáljanak, hanem őkegyelmét ismerjék el uruknak és őkegyelmétől függjenek. Melyre Gyetvay Márton ilyenképpen felelt: »Ha úgy van, uram, arra hajtom fülemet, amerre húzzák úgyis a szegényember olyan, mint az ökör. Amerre hajtják, kéntelen arra menni.« De Szabó kapitány úr két felfegyverzett kisérőjével Gyetvay Mártont és két társát magának lefoglalta, és megparancsolta, hogy Sárra neki dolgozni okvetlen elmenjenek, ezt el ne mulasszák, mert megtanítja őket. Ne Tarródynak dolgozzanak, hanem neki. Egy másik jobbágyot Szabó uram, a kvártélyozó német katonákkal a földre nyomatott és nádpálcával verte.”
A közös földesurasságból eredő visszásságok megszüntetése érdekében Haller Zsigmond főbirtokos 1743-ban a vármegyei törvényszék előtt osztálypert indított a négy línea családjai ellen, s ennek eredményeként a törvényszék sorshúzás útján végrehajtotta a belső telkek és a külső tartozékaik elkülönítését. Így helyreállott az őstől való leszármazáson alapuló birtokarány, vagyis a falu egyik fele Halleré lett, a másik fele a négy línea családjaié. 1770-ben az úrbérrendezés előtt földesurai a Nyáry örökös Haller, Orczy, Tarródy, Ugronovics, Czóbel és a Mihályi családok. Haller Sámuel 1780-ban bekövetkezett halála után birtokát leányai és a beházasodott Brudern család vette át, akitől 1836-ban körül gróf Sztáray János vette bérbe, majd 1842-ben gróf Károlyi György vásárolta meg, így ő lett a főbirtokos. Az Orczy részt a Szapáryak örökölték. 1813-ban a Gosztonyiak kezébe került Tarródy István birtokrésze.
1834-ben Ullmann László vármegyei alügyész kezébe került Szabó László birtokrésze, ezt Ulmann utódaitól 1861-ben Beökönyi Najmajer Viktor vette át a váromladékkal együtt. 1837-ben Sturmann Andrásné megvette Petrovay Farkas birtokrészét. Az 1836. november 5-i dátumú úrbéri összeírás gróf Sztáray Jánost, gróf Eszterházy Jánost, özv. Dozler Károlynént, Tarródy Bertalannét, Gosztonyi Antalt, báró Orczy Lőrincet és Petrovay Farkast említi a falu birtokosaiként. Az 1848. évi jobbágyfelszabaduláskor a következő földesurak rendelkeztek birtokkal Kisnána határában: gróf Károlyi György, Dózler Károlyné, gróf Szapáry, Gosztonyi Ferenc, Gosztonyi Antal, Gosztonyi Pál, közösen a Gosztonyi család, Máriássy Béla, Perlaky Károly és az Ulmann örökösök. Látható, hogy Kisnána lakossága 1746-tól folyamatosan növekedett.
A 18. században használatos községi pecsétjében címeralak: ekevas, csoroszlya, a sisakdísz, három kalász növekvőn, és a felirat: S. NANAI 1723. 
Vályi András 1796-ban ezt írta:
Felső Nána, és Tisza Nána. Két magyar falu Heves Várm. Felső Nánának földes Ura B. Bruder Uraság, amannak pedig az Egri Püspökség, lakosai katolikusok, és reformátusok, fekszenek Felső Nána a’ Tarnai járásban, T. Nána pedig Szent Imrével által ellenben; földgyeik réttyeik jók, piatzozások Egerben, fajok tűzre, és épületre van, Tisza Nánának szőleje nints, ’s a’ Tiszának áradásai károkat okoznak ennek.
Fényes Elek 1851-ben így írt a településről:
Felső-Nána, derék helység, Heves vgyében, Domoszló szomszédságában: 919 kath., 9 zsidó elmagyarosodott elébb tót lak., paroch. templommal. Földje, rétje termékeny; erdeje van, s vörös bora a visontaival vetélkedik. F. u. b. Brudern József örökösök, gr. Eszterházy, b. Orczy Lőrincz örök., Petrovay, Tarrodyné, Gosztonyi, Dozler, Perlaky, Ullmann László, Kovács örökösök. Ut. p. Gyöngyös. 

## Közélete

### Polgármesterei
- 1990–1994: Koncsos Sándor (független)[3]
- 1994–1998: Koncsos Sándor (független)[4]
- 1998–2002: Koncsos Sándor (független)[5]
- 2002–2006: Koncsos Sándor (független)[6]
- 2006–2010: Koncsos Sándor (független)[7]
- 2010–2014: Paulenka László (független)[8]
- 2014–2019: Paulenka László (független)[9]
- 2019–2024: Paulenka László (független)[10]
- 2024– : Varga Zoltán (független)[1]

## Népesség
A település népességének változása:
| Lakosok száma | 1049 | 1038 | 1014 | 995  | 944  | 925  | 953  |
|               | 2013 | 2014 | 2015 | 2021 | 2022 | 2023 | 2024 |

2001-ben a település lakosságának 88%-a magyar, 8%-a szlovák és 4%-a cigány nemzetiségűnek vallotta magát.
A 2011-es népszámlálás során a lakosok 89,7%-a magyarnak, 15,6% cigánynak, 0,2% románnak, 13,7% szlováknak mondta magát (10,2% nem nyilatkozott; a kettős identitások miatt a végösszeg nagyobb lehet 100%-nál). A vallási megoszlás a következő volt: római katolikus 67,3%, református 2%, felekezeten kívüli 8,7% (21,2% nem nyilatkozott).
2022-ben a lakosság 94,5%-a vallotta magát magyarnak, 17,7% cigánynak, 6,7% szlováknak, 0,6% németnek, 0,1% ukránnak, 2,3% egyéb, nem hazai nemzetiségűnek (5,4% nem nyilatkozott; a kettős identitások miatt a végösszeg nagyobb lehet 100%-nál). Vallásuk szerint 46% volt római katolikus, 1,9% református, 0,3% evangélikus, 0,2% görög katolikus, 0,1% izraelita, 1,8% egyéb keresztény, 0,2% egyéb katolikus, 10,5% felekezeten kívüli (38,9% nem válaszolt).

## A vár története
A Mátra déli lábánál, Kisnána községnek belterületén egy kisebb domb tetejét foglalja el a restaurált középkori vár tömbje.

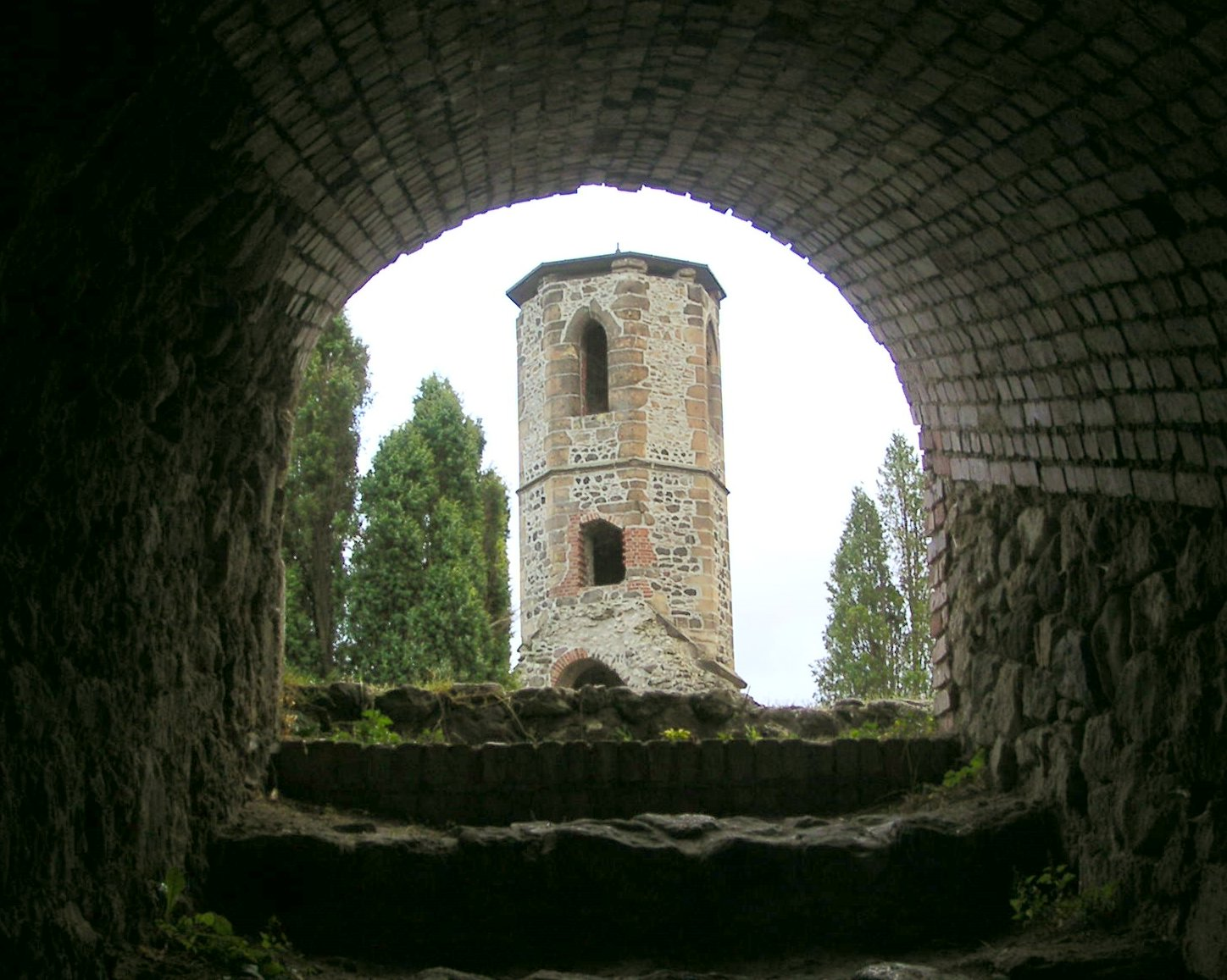

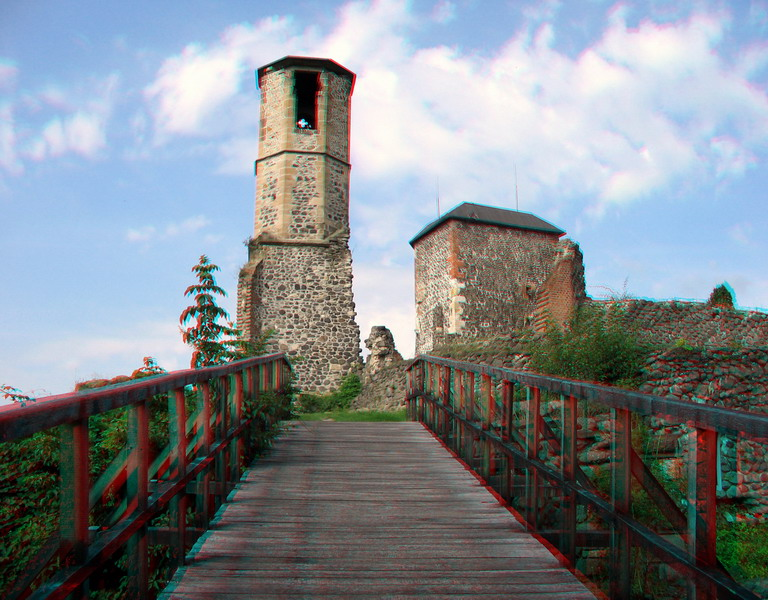
Kisnána vára 3D képen

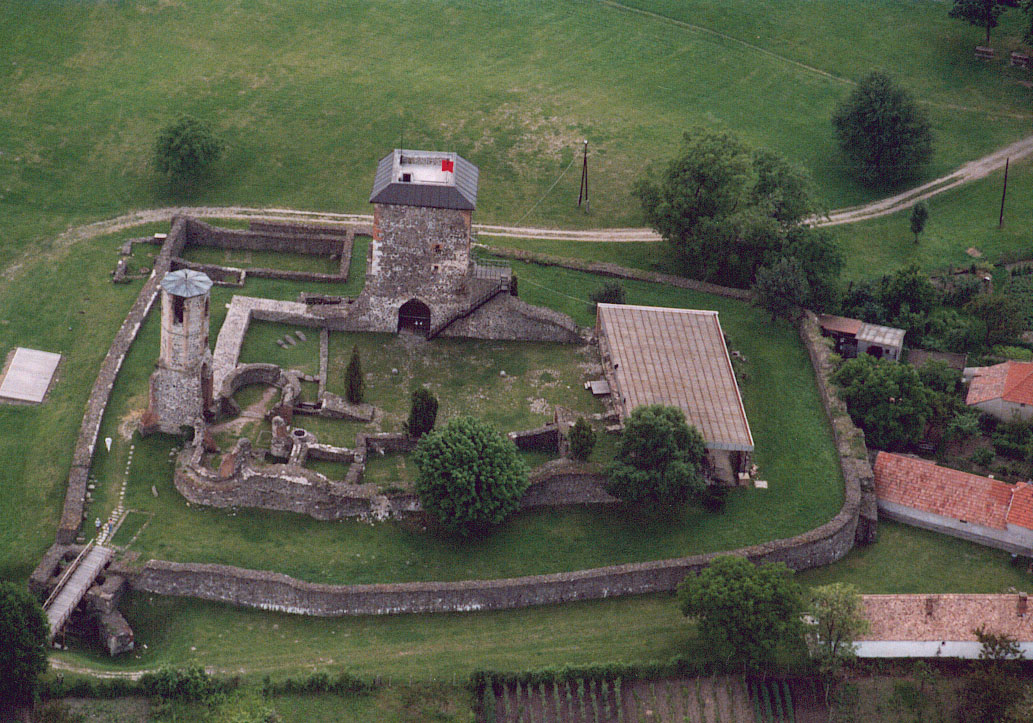
A vár légifotója

A magyar államalapítás utáni időkben az Aba nemzetség uralta ezt a vidéket. Vezetőjük, Aba Sámuel politikai súlyát jelezte, hogy feleségül kapta Szent István egyik húgát, majd 1041-ben magyar királlyá koronázták. Későbbi leszármazottai jelentős méltóságokat töltöttek be, majd a 14. századtól kisebb családokra bomlott szét az ősi Aba nemzetség. Közülük a Kompolti család mondhatta magáénak Kisnána területét.
A régészeti feltárások tanúbizonysága szerint eleinte egy nemesi kúriában éltek, melynek közelében emelkedett a jobbágyfalu plébániatemploma. A 15. század második harmadának belháborús viszonyai miatt Kompolti János erős kőfallal vettette körbe lakóházát, melybe belefoglalták a korábbi templomot is. Első fennmaradt okleveles említése 1445-ből maradt ránk, amikor már várként {„castrum”} nevezték meg, és a békés viszonyok helyreállítására összehívott országgyűlés engedélyezte a fennmaradását.
A későbbi évtizedekben még egy külső fallal erődítették meg, így a vizes árkon átívelő fahídon vezetett az út a vaskos kaputoronyhoz.
Miután 1521-ben férfiágon kihaltak a Kompoltiak, örökösödési szerződés által a vár a Losonczy főnemesi család birtokába jutott. Később Losonczy István, Temesvár hős védője menedékként átadta Móré Lászlónak, aki a mohácsi csata utáni anarchikus pártharcok idején rablóbarlanggá züllesztette. Igyekezett mindig a legtöbbet ígérő pártjára állni, így többször is köpönyeget cserélt Szapolyai János és Habsburg Ferdinánd királyok oldalán. Mellette nem vetette meg a rablótámadásokat sem, így rendszeresen fosztogatta a Budára igyekvő török kereskedőkaravánokat is. Ennek megtorlására 1543-ban a budai pasa nagy sereggel rontott a rablóvárra. Annak védője – Móré László – a legenda szerint aranypénzt szórt az ostromló törökök közé, hogy ezzel elterelve figyelmüket, elmenekülhessen. Terve azonban nem vált be, elfogták és élete végéig az isztambuli Héttorony börtönébe zárták.
Kisnána várát később sorsára hagyták a hódítók, épületeinek köveit a környező vidékek lakossága nagyrészt lebontotta, maradékait az 1960-as években végzett műemlékvédelmi helyreállítás mentette meg a végső pusztulástól. Napjainkban a Mátraalja vonzó történelmi műemléke, melynek falai alatt nyaranként látványos várjátékokkal idézik fel a letűnt múltat.

## Nevezetességei
- Vármúzeum
- Árpád-kori rotunda alapjai, a vár gótikus templomának romjai között
- A 15. században a Kompolti-család tulajdona volt a gótikus vár. A bejáratnál egy szlovák parasztház található, amely falumúzeumként működik.